# Rådhusplads
La Rådhuspladsen (in italiano Piazza del Municipio) è una piazza situata nel centro di Copenaghen.
La sua grandezza, la sua posizione e la vicinanza con il municipio, la rendono una delle località preferita per eventi, feste e dimostrazioni.
Spesso la piazza viene usata come punto di riferimento per calcolare le distanze da Copenaghen.